# Гай Кальпурній Пізон (претор)
Гай Кальпурній Пізон (*Gaius Calpurnius Piso, 250 до н. е. — після 209 до н. е.) — політичний та військовий діяч Римської республіки.

## Життєпис
Походив з впливового плебейського роду Кальпурніїв. Син Гая Кальпурнія Пізона. Потрапив в полон у 216 році до н. е. під час битви при Каннах. Відправлений Ганнібалом до Риму для перемовин про викуп полонених.
У 211 році до н. е. обирається міським претором. Керував розглядом справи Гнея Фульвія Флакка, який програв битву Ганнібалу і звинуваченого у державній зраді. Після наближення Ганнібала до Риму призначений комендантом Капітолія і фортеці. Після взяття Капуї направив проконсулу Квінту Фульвію Флакк листа про передачу справи кампанських сенаторів на розгляд римського сенату. Керував засіданням сенату в храмі Беллона, на якому Марку Марцеллу була надано овацію. Вніс пропозицію про щорічне святкування Аполлонових ігор.
У 210 році до н. е. як пропретор керував Етрурією, потім переведений під Капую. У 209 році до н. е. повернувся до Етрурії, де придушив повстання. Подальша доля не відома.

## Родина
- Гай Кальпурній Пізон, консул 180 року до н. е.
- Луцій Кальпурній Пізон